# ローデシア

ローデシア（1965年 - 1970年）
ローデシア共和国（1970年 - 1979年）
Rhodesia (英語)
Republic of Rhodesia (英語)

国の標語: Sit Nomine Digna（ラテン語）国歌: 
God Save the Queen（英語）
女王陛下万歳（1965年 - 1970年）
Rise, O Voices of Rhodesia（英語）
ローデシアよ、声をあげろ（1974年 - 1979年）

ローデシア共和国の位置

ローデシア（英語: Rhodesia）は、現ジンバブエ共和国地域で、南部アフリカ大陸の旧イギリス植民地である。1889年に設立されたイギリス南アフリカ会社（英語：British South Africa Company, 略称：BSAC）は、南部アフリカを征服し植民を強行した。その後1895年にイギリスのケープ植民地の首相セシル・ローズの名を取り「ローデシア」と名付けられた。また1965年から1979年にかけてのジンバブエを実質支配していた白人政権が用いた名称でもある。

## 歴史

### 南アフリカ会社による開拓
現在のローデシアにあたる地域は1850年代に探検家デイヴィッド・リヴィングストンによって探検が行われた。
その後、ケープ植民地の首相だったセシル・ローズが、ボーア人による植民地国家トランスヴァールやオレンジ自由国への圧力と北方地域の開拓を目的に1889年にイギリス南アフリカ会社を設立。翌年にはマタベレランドやマショナランドの鉱山開発権を獲得、両地方を併合して「Rhodesia（ローズの家）」と名づけ、さらに1890年には現在のザンビア南部にあたるパロツェランドでも鉱山開発権を獲得、北方へと勢力を伸ばした。
しかし当初の目的だった鉱山開発は目論見通り進まず、会社は農業植民へと方針を転換。黒人部族の反乱を鎮圧しながら南ローデシア（現在のジンバブエ）を中心に白人の植民が進むが、それでも会社の業績は好転せず1923年には白人のみの住民投票で南ローデシア自治政府が樹立。翌年には北ローデシア（現在のザンビア）もイギリスの直轄植民地となった。1925年にカッパーベルトと呼ばれる銅鉱山が北ローデシアで発見され、これを契機として北ローデシアでも開発が進む。

### ローデシア・ニヤサランド連邦の成立と解体
北ローデシアでの開発が進むと、南ローデシアの白人を中心に南北ローデシアにニヤサランド（現在のマラウイ）を含めた合併を要求、これに応える形で1953年にローデシア・ニヤサランド連邦が成立したが、アパルトヘイト政策を採っていたことから黒人側の不満が高まり1963年には連邦を解消。翌1964年には北ローデシアがザンビアとして独立を果たす。

### 白人政権による支配

イギリス領ローデシアの旗(1964年)

白人の支配が強かった南ローデシアでも黒人の抵抗運動が強まり、1961年にはソ連の支援でジンバブエ・アフリカ人民同盟（ZAPU）が、1963年には中国の支援でジンバブエ・アフリカ民族同盟（ZANU）がそれぞれ結成されゲリラ戦を戦う様になる。一方で白人の農園主を中心にローデシア戦線が結成され、1964年には同戦線を率いていたイアン・スミスが南ローデシア植民地政府首相に就任して黒人の抵抗運動を徹底的に弾圧した。
これに対し、周辺諸国が独立するのを見越してイギリスは黒人を含めた参政権を保障する形での独立を南ローデシアにも求めたが、白人政権はこれを拒否。1965年11月11日に一方的に独立を宣言した。国際連合はこれを非難し1966年に部分的経済制裁を、1968年には全面経済制裁を実行したが、同じアパルトヘイト政策を取っていた南アフリカ共和国やポルトガル領だったモザンビークから物資が輸出されたり、基幹産業を白人の地元資本が担うようになったり殆ど効果が無かった（むしろローデシア経由で銅鉱石を輸出していたザンビアが打撃を受け、タンザン鉄道への建設へとつながっていく）。
また、白人支配体制を強化するため、非人種主義的性格や多数支配の原則が盛り込まれた、1961年憲法および1965年憲法を改正すべく、1969年憲法が起草され、国民投票により有権者の73％が新憲法を支持した。その後、議会により憲法改正が議決され、1970年3月2日、ローデシアは共和制に移行した（それまではイギリス女王エリザベス2世が憲法上の元首（ローデシア女王）になっていたが、当のエリザベス2世は認めていなかった）。

### 白人支配の終焉
一方で黒人側のゲリラ戦線も激しさを増し、白人政権側もポルトガルや南アフリカの軍事援助や傭兵を雇い入れたりして黒人ゲリラと内戦（ローデシア紛争）に突入した。都市部でも黒人暴動が頻発し度々動員令を出さざるを得ない状況となった。
加えて1975年にモザンビークが独立するとモザンビークは国境を閉鎖し、ローデシアの国内資産を没収して対立姿勢を強めた。国境付近ではモザンビーク側に拠点を有する黒人ゲリラ兵とローデシア兵との間で交戦状態となった。
1976年3月19日、ローデシアのスミス政権と黒人穏健派組織のアフリカ民族協議会との間で進められてきた制憲協議が決裂。イギリスとアメリカは、ローデシアの反政府勢力にソビエト連邦やキューバの影響力が強まることを恐れ、協議決裂を契機にスミス政権への圧力を強めた。同年3月22日にはイギリスのジェームズ・キャラハン外相が「1年半ないし2年以内に総選挙を行い、黒人多数支配に移行することを確約すること」という条件をスミス政権に提示すると、同年4月27日、アメリカのヘンリー・キッシンジャー国務長官が訪問先のザンビアにて、さらに具体的な要求を突き付けた。
- ローデシアの白人独裁支配に反対する。
- 黒人多数支配への平和的移行を目指すイギリス案を支持する。
- 国連のローデシアに対する経済制裁決議を支持する。
- 態度を明らかにしてこなかったフランスと日本にも同調を求める。

これに対してローデシア外務省は、黒人部族代表を閣僚に迎える用意があるとして態度を軟化する姿勢を示したが、黒人勢力側はまやかしだとして拒否した。一方で、市民の中には白人支配の終焉を見越して国外脱出する者も相次いだ。1976年8月にローデシアを脱出した白人は1520人を記録、月間で過去最高を記録した。
好調だったローデシア経済も次第に疲弊の度を強める中で、1978年8月にはジョン・ラソール大統領が心臓発作で急逝するなど国内政治も混迷した。同年9月、ローデシアの民間航空機がジンバブエ・アフリカ人民同盟の地対空ミサイル攻撃により撃墜される事件が発生。乗員・乗客48人が死亡したが、うち10人は墜落後にゲリラの手で射殺されたものであった。同年10月19日にはゲリラの拠点があったザンビアに報復のために侵攻、首都ルサカ近郊にあったジンバブエ・アフリカ人民同盟の本部を攻撃するも状況の改善には寄与しなかった。
アメリカの調停もあって1979年6月には国名をジンバブエ・ローデシアと改称。黒人の参政権を認めるが、政府閣僚には多くの白人が関与し再編成される国軍も白人主体となるなど白人の既得権益が保障されたままだったため黒人の抵抗運動は激化。結局同年8月に政府と反政府ゲリラとの間で締結されたランカスターハウス制憲協定によって、新憲法を制定。一旦イギリス領に戻した上で1980年にジンバブエ共和国として正式に独立した。
1979年10月12日、ジンバブエ・ローデシア軍司令部は、過去7年間の混乱に伴い約18800人の軍関係者、市民らが死亡していたことを発表。内訳はゲリラ側が約12000人、政府軍側が約1100人、黒人市民が約5300人、白人市民が約450人となっている。

## 政治
スミス政権下、ローデシアの政治はローデシア戦線（英語版）と呼ばれる白人至上主義、ローデシアン・ナショナリズムを掲げる政党によって運営されていた。二院制であったが、事実上ローデシア戦線による一党優位政党制であった。
南ローデシアの首相を務めたガーフィルド・トッド（英語版）は、白人少数派による支配に反対した自由主義的な政治家であったが、ローデシア問題が黒人有利に傾くにつれ独裁化したローデシア政府によってさまざまな形態の拘禁や自宅軟禁の対象となった。このように、ローデシア及びスミス政権が、1979年に崩壊するまで、リベラル派の白人による黒人差別反対の意見は著しく制限されていた。

## 経済
南ローデシア時代では一次産品、特にクロムとタバコの生産を発展させ、ローデシア共和国はそれらの産業構造を引き継ぎ、国際的制裁を跳ね除けてポルトガル（エスタド・ノヴォ）や南アフリカと通商協定を結んで一次産品や鉱物を輸出していた。白人による豊富な技術力、豊穣な土地柄により「アフリカの穀物庫」という異名を持った。しかし、1974年にカーネーション革命が、1976年にモザンビークとの国交断絶により、よりコストのかかる南アフリカ経由で輸出せざるを得ない状況に立たされてしまった。

## 国際関係
アパルトヘイト政策を取っていた南アフリカ、国際的な反植民地主義の情勢に逆らい植民地の維持に固執し続けていたエスタド・ノヴォ体制下のポルトガルとはいち早く国交を樹立し、輸出入の面において多大な恩恵を受けていた。一方で、ザンビアのケネス・カウンダ政権とも友好関係があり、相互の貿易関係において依存していた（先述の通り、ローデシア経由で銅を輸出していたザンビアだが、ローデシアの国際的制裁によって煽りを受け両国間で緊張が高まり、タンザン鉄道建設への原動力ともなった）。
制裁に合意しなかった国はマラウイ、イスラエル、南アフリカ、イランであり、アメリカも制裁に合意したにもかかわらず、制裁に違反してローデシアからクロム鉱石を購入した。カウンダはローデシアの複雑かつ難解な外交状況を「西側石油会社が制裁に違反し、ローデシアに石油を販売している」と批判していた。